# Festival de Cine de La Almunia
El Festival de Cine de La Almunia (abreviado bajo el acrónimo 'FESCILA') es un festival de cine organizado por la Asociación 'Florián Rey', celebrado en La Almunia de Doña Godina y que cuenta con la declaración como Actividad de Interés Turístico de Aragón. Es uno de los festivales cinematográficos aragoneses con relevancia y su contenido se centra en el cine con origen regional y nacional. Además, la organización dedica cada edición a una temática monográfica distinta que puede representar las inquietudes de la sociedad o los distintos ámbitos del mundo del cine.
Durante la semana del festival se organiza una agenda cultural enfocada principalmente al cine y a todos los sectores que lo conforman, como el doblaje, el sonido, la iluminación o la fotografía. La organización entrega anualmente un reconocimiento a una persona destacada del mundo del cine, así como el Ayuntamiento de La Almunia de Doña Godina entrega un reconocimiento especial a una celebridad cinematográfica que mantiene una conexión fuerte con el territorio aragonés. También el festival destaca por distintos galardones en los concursos que se organizan, principalmente enfocados a los cortometrajes, con premios en múltiples categorías a cortometrajes ya producidos, guiones de cortometrajes y cortometrajes escolares. Aparte, FESCILA organiza también un concurso especial, que se resuelve anticipadamente, para designar el cartel anunciador y el estilo visual que se seguirá durante edición del festival a la que se presentan las obras.
Desde 2022 el festival forma parte de la lista de certámenes preseleccionadores para los Premios Goya, que entrega la Academia de las Artes y las Ciencias Cinematográficas de España. De esta forma, y según las bases publicadas anualmente por la Academia de Cine, el mejor corto de ficción y el mejor corto documental del palmarés de cada edición de FESCILA estarán preseleccionados para las nominaciones de los siguientes Premios Goya de forma automática.

## Historia del festival
El Festival de Cine de La Almunia nace en 1996 gracias al compromiso de varios profesores locales que creyeron que el pueblo natal de dos figuras importantes en el cine español, como son Florián Rey y Adolfo Aznar, necesitaba una actividad cultural que se relacionase con el cine. Previamente en 1994 el colegio de la localidad ya había organizado varios eventos por la celebración del centenario del nacimiento de Florián Rey, en 1894, lo que ocasionaría el germen del festival que conocemos hoy en día. Y fue en 1996 cuando, coincidiendo con el centenario del nacimiento del cine español en Zaragoza, se quiso relacionar el nombre de La Almunia de Doña Godina con el cine creando una agenda titulada Jornadas de Cine «Villa de La Almunia», nombre en uso hasta la edición número 18.
Las Jornadas de Cine asentaron sus bases y dio pie a la creación que hoy en día sigue organizando el certamen, la Asociación Florián Rey, que después iría incorporando nuevos elementos a la semana cultural de mayo que abarca la cita cinematográfica. El primero de ellos fue el Premio Florián Rey, creado en 1998 y que recayó por primera vez en el director José Luis Borau. En 1999 la organización dio forma al primer concurso que hoy en día sigue vigente, el de guiones para cortometrajes, al que seguiría el concurso de cortometrajes una edición más tarde en el año 2000 junto a la figura del Socio de Honor del festival.
La edición de 2009 contó con un nuevo galardón que se sumaba a los ya presentes, en este caso impulsado por el Ayuntamiento de La Almunia y denominado Premio «Villa de La Almunia», cuyo objetivo es reconocer a personalidades destacadas del mundo del audiovisual en Aragón.
Las Jornadas de Cine «Villa de La Almunia» sufrieron un cambio de denominación en la edición número 18, donde el evento daba un paso al frente y apostaba por una modernización en cuanto a la producción y comunicación, a la vez que un cambio en su denominación y su forma. Ahora esta agenda pasaba a llamarse Festival de Cine de La Almunia, y sufre un cambio tanto en la dirección como en la presidencia de la asociación cultural que lo organiza.
Durante alguna edición, el festival no pudo ser acogido en la que fue su sede desde un inicio, el Cine Salón Blanco de La Almunia, debido a las obras de rehabilitación que realizó el Ayuntamiento en la infraestructura, de propiedad municipal. FESCILA pudo finalmente volver a la que es su sede inicial en 2021 con un cine-teatro totalmente renovado, modernizado y acondicionado con equipamientos para espectáculos.
Además el evento, al igual que muchos otros, se vio afectado durante dos ediciones, que fueron una cancelada y otra aplazada por la pandemia y las restricciones sanitarias.

## Premiados con el Florián Rey
Los premiados Florián Rey se entregan por parte de la Asociación 'Florián Rey' a las celebridades cinematográficas relacionadas con la temática de cada edición. La estatuilla entregada es obra de una artista local e integrante de la Asociación, basada en una caricatura del periodista Manuel del Arco que representa la figura del cineasta almuniense Florián Rey dirigiendo a los actores con una gorra visera, el guion en uno de los bolsillos y el megáfono en la mano.
| Año  | Premiado/s                          |
| ---- | ----------------------------------- |
| 2024 | Emma Suárez                         |
|      | Pablo Berger                        |
| 2023 | Susi Sánchez                        |
| 2023 | Carla Simón                         |
| 2022 | Gonzalo Suárez                      |
| 2022 | Charo López                         |
| 2021 | Aitana Sánchez-Gijón                |
| 2021 | Julieta Serrano                     |
| 2020 | Aplazado a 2021                     |
| 2019 | Javier Gutiérrez                    |
| 2018 | Gracia Querejeta                    |
| 2017 | Raúl Arévalo                        |
| 2016 | Juan Echanove                       |
| 2015 | José Luis Cuerda                    |
| 2014 | Luis Tosar                          |
| 2013 | Antonio de la Torre                 |
| 2012 | Eduardo Noriega                     |
| 2011 | Amparo Baró                         |
| 2010 | José Sacristán                      |
| 2009 | Juan José Ballesta y María Valverde |
| 2008 | Carlos Saura                        |
| 2007 | Fernando Trueba                     |
| 2006 | Maribel Verdú                       |
| 2005 | Aurora Bautista                     |
| 2004 | Antonio Resines                     |
| 2003 | Antón García Abril y Ana Belén      |
| 2002 | María Barranco                      |
| 2001 | Santiago Segura                     |
| 2000 | Verónica Forqué                     |
| 1999 | Luis García Berlanga                |
| 1998 | José Luis Borau                     |